# La Poterie (métro de Rennes)
Pour les articles homonymes, voir La Poterie.
La Poterie est une station de la ligne A du métro de Rennes, dont elle est le terminus sud-est, située dans le quartier de la Poterie à Rennes dans le département français d'Ille-et-Vilaine en région Bretagne.
Mise en service en 2002, elle a été conçue par l'architecte Norman Foster.
C'est une station, équipée d'ascenseurs, qui est accessible aux personnes à mobilité réduite.

## Situation sur le réseau
Établie sur le viaduc de la Poterie au-dessus du croisement du boulevard des Hautes-Ourmes, de la rue de Vern et de la route d'Angers, la station La Poterie est située sur la ligne A, dont elle est l'un des terminus, précédant la station Le Blosne (en direction de Kennedy).

## Histoire
La station La Poterie est mise en service le 15 mars 2002, lors de l'ouverture à l'exploitation de la ligne A. Son nom a pour origine le quartier de la Poterie, bien qu'elle ne se situe qu'à la limite de celui-ci.
La construction de la station débute en 1997, le gros œuvre est terminé à l'été 1999 ; le second œuvre (sols, plafonds, garde-corps, portes palières, etc.) débute dans la foulée et s'achève en février 2002 avec les aménagements de surface ; le parc relais est construit à partir de juin 2001 et est achevé en même temps que la station,.
Elle est réalisée par l'architecte Norman Foster qui a conçu un ouvrage culminant à 15 mètres au-dessus du sol (les quais sont situés quant à eux à 7,70 mètres au-dessus du sol) et qui encadre le viaduc qu'il a aussi réalisé. Les quais, couverts par un « papillon » et par des façades en verre mais non isolés de l'extérieur, sont situés au milieu du carrefour giratoire,,. Elle a été conçue comme une porte symbolique marquant l'entrée de la ville et de relier deux quartiers à l'urbanisme très différents : La Poterie, quartier essentiellement pavillonnaire qui a vu le jour entre les années 1980 et 1990 et Le Blosne, ZUP des années 1960 et 1970.
La station est située sur un viaduc, particularité qu'elle ne partage qu'avec la station Pontchaillou, placé au milieu d'un carrefour giratoire (abritant les locaux techniques de la station) entre la rue de Vern, le boulevard des Hautes-Ourmes et la route d'Angers conduisant à la rocade toute proche ; elle est aussi à la limite de trois quartiers : Le Landrel (accès nord-ouest), Sainte-Elisabeth (accès sud-ouest) et Poterie (accès nord-est et sud-est). Il se prolonge par celui de Norman Foster, enjambant la rocade de Rennes, permettant d'accéder au garage-atelier. Ce viaduc devait être utilisé dans le cadre d'une extension de la ligne jusqu'au centre de Chantepie, projet abandonné au profit d'une ligne de « Trambus » qui reliera directement Chantepie au centre-ville de Rennes,.
Elle est structurellement distincte du viaduc et sa construction a même commencée avant celle de ce dernier,.
Elle est la septième station la plus fréquentée de la ligne A avec un trafic journalier cumulé de près de 16 253 montées et descentes en 2009.
En octobre 2014 une œuvre d'art éphémère composée de 5500 post-its a été réalisée par Thomas Tudoux en collaboration avec l'association « Tout Atout » et le soutien des Ateliers de Rennes et a décoré le mur d'un des quais de la station.

## Service des voyageurs

### Accès et accueil
La station est accessible via les quatre passerelles accessibles chacune par un « silo » comprenant un ascenseur et un escalier venant s'enrouler autour de la structure, permettant de ne pas avoir à traverser le carrefour giratoire, :
- Sortie no 1 « rue Émile Littré » : côté sud-est, composé d'un escalier et d'un ascenseur ;
- Sortie no 2 « boulevard des Hautes Ourmes » : côté sud-ouest, composé d'un escalier et d'un escalier mécanique ;
- un accès nord-ouest, depuis le boulevard des Hautes Ourmes vers le quai de départ, composé d'un escalier, d'un escalier mécanique et d'un ascenseur ;
- un accès nord-est, depuis la rue Émile Littré vers le quai de départ, composé d'un escalier, d'un escalier mécanique et d'un ascenseur.

De par sa configuration particulière sans salle des billets, il faut redescendre au niveau de la rue pour changer de quai et donc revalider son titre de transport.
La station est équipée de distribteurs automatiques de titres de transport et de portillons d'accès couplés à la validation d'un titre de transport, opérationnels à partir du 1er décembre 2020 concomitamment au nouveau système billettique, afin de limiter la fraude. La décision de modification a été confirmée lors du conseil du 30 avril 2015 de Rennes Métropole.

Les accès de la station
La station, de nuit
Vue de jour d'une des passerelles, depuis la rue
Vue de nuit, depuis la rue

### Desserte
La Poterie est desservie par les rames qui circulent quotidiennement sur la ligne A, avec une première desserte à 5 h 17 (7 h 27 les dimanches et fêtes) et la dernière desserte à 0 h 45 (1 h plus tard les nuits des jeudis aux vendredis, vendredis aux samedis et des samedis aux dimanches).

### Intermodalité
Elle fait office de point de correspondance pour les lignes de bus du sud-est de Rennes Métropole, rabattues sur la station à son ouverture, et un parc relais de près de 400 places est construit à proximité,,, ainsi que des stations STAR, le vélo et Citiz Rennes Métropole, et un parc à vélos sécurisé C-Park Vélo de 36 places.
Elle est desservie par les lignes de bus C2, 11, 12, 13, 62, 73, 75, 173ex, 175ex, 214 et la nuit par la ligne N2, ainsi qu'avec les lignes 503 et 522 des cars régionaux BreizhGo,. À plus d'un kilomètre de la station, on retrouve la gare de Rennes-La Poterie.
La station La Poterie est l'un des points de transit les plus utilisés pour le covoiturage au départ ou à l'arrivée de Rennes, avec la station Villejean - Université. La station n'est en principe pas aménagée pour le covoiturage et les parkings sont trop petits, ils ne possédaient pas de contrôle d'accès à l'origine, ce qui se traduisant par une saturation totale dès 9 h et des voitures stationnant en dehors des heures d'ouverture. Des travaux ont abouti en mai 2015 à la création d'un arrêt minutes d'une trentaine de places, mais qui ampute d'autant la capacité du parc relais,. Cependant, les problèmes de circulation persistent, notamment entre chauffeurs de bus et covoitureurs le vendredi et le dimanche.
Depuis septembre 2021, un nouveau parking sur quatre niveaux de 450 places a été construit à la place du complexe sportif André-Fresnais et qui permet, couplé aux 150 places conservées du parking existant de monter la capacité à 600 places, puis 700 places dont des emplacements réservés aux véhicules électriques quand le parking en surface sera réaménagé à son tour, les travaux incluant en outre la rénovation et l'agrandissement de la gare bus, pour un montant estimé à 7,66 millions d'euros en 2016,. À plus long terme, la capacité devrait être portée à 1 000 places. Le nouvel ouvrage a été dessiné par le cabinet Richez Associés.
Le nouveau parking servant à la fois de dépose-minute et de parking de covoiturage, d'une capacité de 30 places est, depuis son ouverture, saturé le weekend aussi bien de par l'incivisme des utilisateurs qui s'arrêtent au beau milieu du parking ou de ceux qui le confonde avec le parc relais.

L'intermodalité
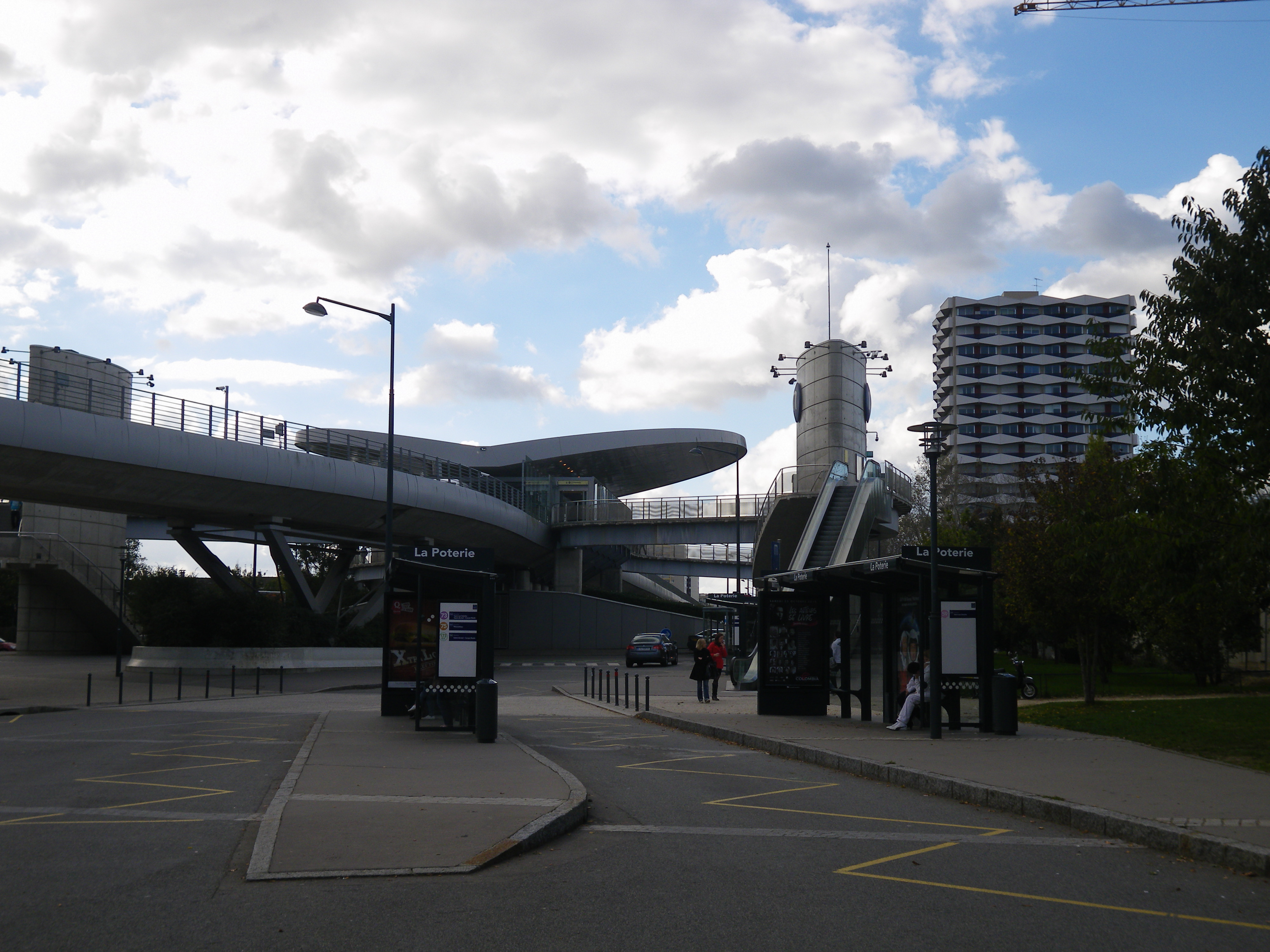
La station depuis la gare bus
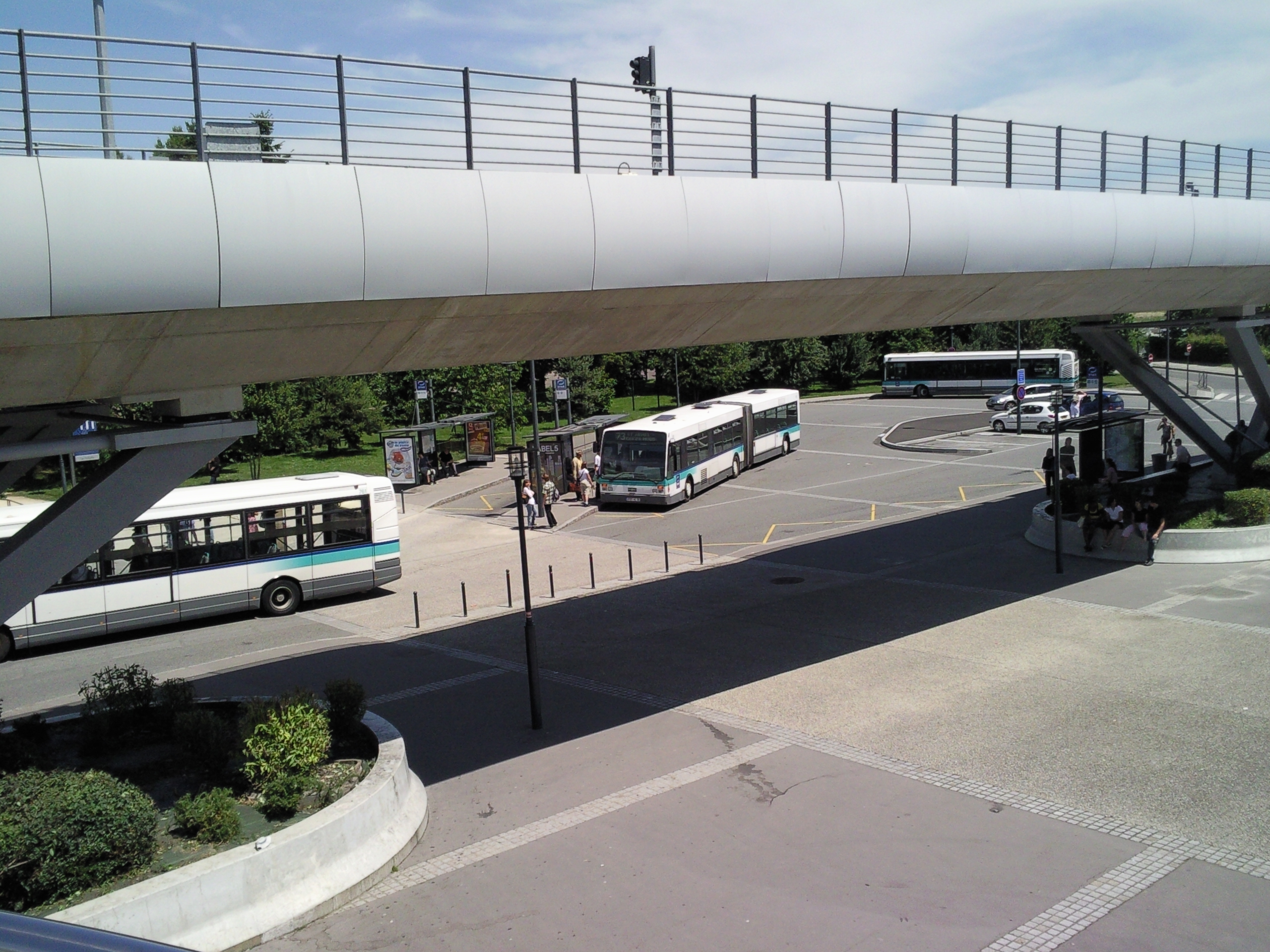
La gare bus
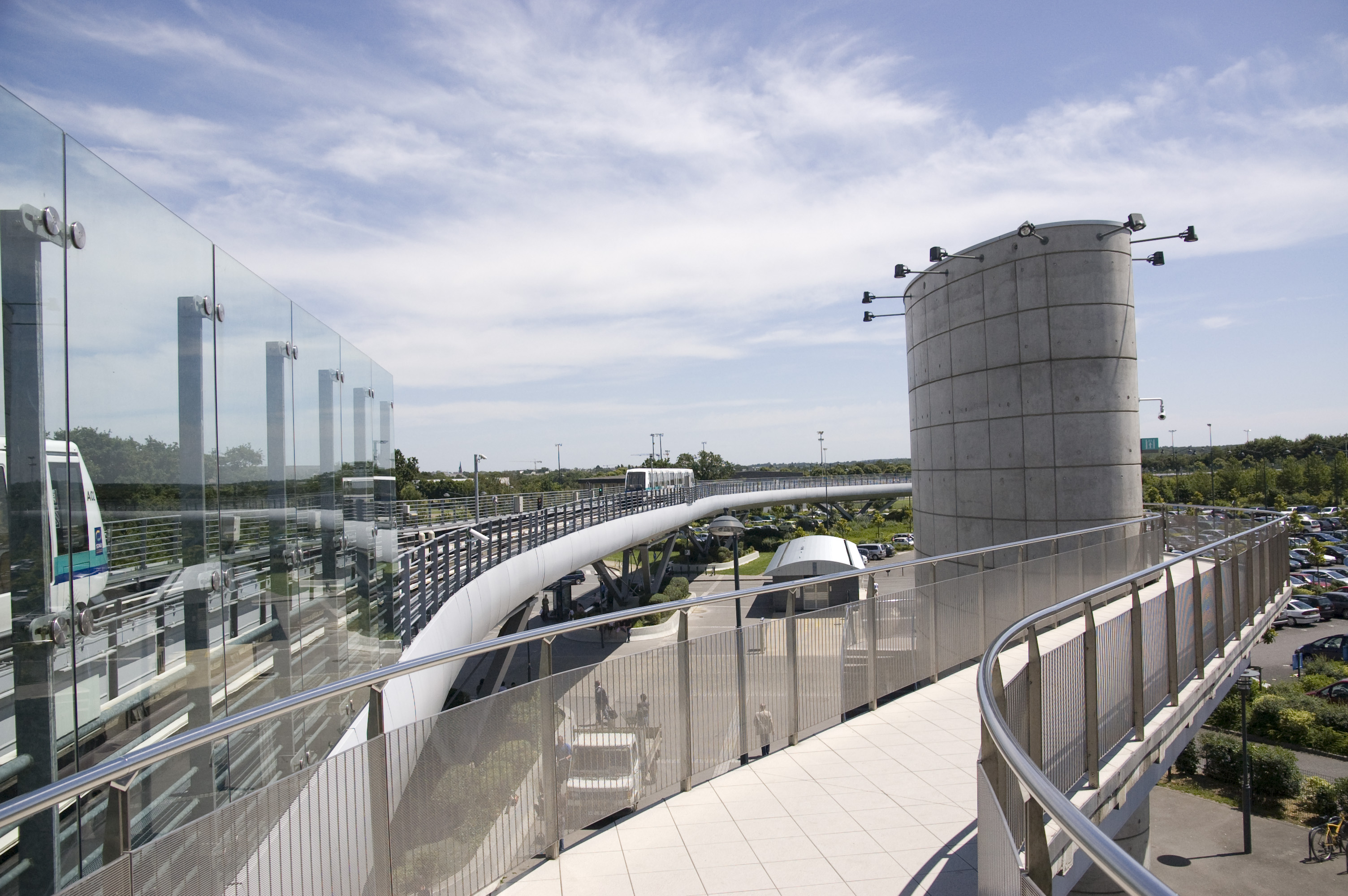
Un des accès, l'arrière-gare et l'ancienne entrée du parc relais

## Archéologie
Les fouilles préventives de 1992 sur le site du parc relais ont mis au jour des traces d'habitat datant du Néolithique ou de l'âge du bronze, ainsi que des traces de poteaux et de tranchées.

## À proximité
La station dessert notamment :
- le parc des Hautes-Ourmes ;
- le lycée René-Descartes.
- la gare de Rennes-La Poterie (un kilomètre environ)